# Старцев, Максим Александрович
Макси́м Алекса́ндрович Ста́рцев (укр. Максим Олександрович Старцев; 20 января 1980, Херсон, Украинская ССР, СССР) — украинский футболист, вратарь. В дальнейшем футбольный функционер и тренер.

## Клубная карьера

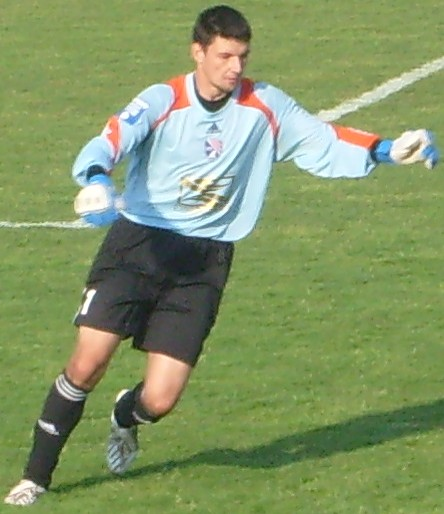
В игре за «Таврию»

Воспитанник херсонской СДЮШОР «Кристалл», первый тренер Кузьменко. В систему днепропетровского «Днепра» попал в 1998 году. В Высшей лиге Украины дебютировал 21 августа 1999 года в матче «Днепр» — «Металлист» — 1:0. Несколько сезонов провёл в криворожском «Кривбассе» как арендованный игрок, также играл за «Таврию». В январе 2009 года перешёл в симферопольскую «Таврию».
С 31 июля 2010 года игрок харьковского «Металлиста». В сезоне 2010/11 в четвёртом туре Максим сыграл два матча за два разных клуба. 29 июля он сыграл за «Таврию» против полтавской «Ворсклы», на следующий день был подписан контракт с «Металлистом» и на следующий день он уже сыграл против донецкого «Металлурга».
В июне 2012 года подписал двухлетний контракт с луцкой «Волынью». Но через год покинул команду из-за несогласия на сокращение заработной платы, и перешёл в запорожский «Металлург», который покинул в конце 2015 года в связи с процессом ликвидации клуба.

## Карьера в сборной
За молодёжную сборную Украины до 21 года провёл 9 игр пропустил 4 мяча. В составе национальной сборной Украины провёл 2 матча, пропустил 1 мяч. Дебютировал 17 августа 2005 года в матче Украина — Сербия и Черногория (2:1). Ещё один матч провёл против сборной Японии (1:0).

## Тренерская карьера
В 2016 году завершил карьеру. В марте 2016 года был назначен заместителем председателя Республиканской федерации футбола Крыма. Летом 2016 года в качестве главного тренера возглавил «Крымтеплицу». В ноябре 2016 года покинул клуб. В декабре 2016 стал тренером вратарей сборной Крыма, созданной решением руководства Крымского футбольного Союза. С 2016 года является гражданином России.
В июле 2017 года назначен главным тренером клуба «ТСК-Таврия» выступающего в Премьер-лиге КФС. В январе 2018 года подал в отставку вместе с другими членами тренерского штаба. позже занял должность помощника главного тренера «Евпатории» Владимира Мартынова. После окончания сезона 2017/18 покинул Евпаторию вместе с главным тренером.с августа 2020 года является тренером клуба Гвардеец (Скворцово).  Также с 2016 года совмещает должность тренера вратарей сборной Крыма по футболу.

## Достижения
- Обладатель Кубка Украины (1): 2009/10

Мастер спорта международного класса